# Leucophenga ornata
Leucophenga ornata är en tvåvingeart som beskrevs av Wheeler 1959. Leucophenga ornata ingår i släktet Leucophenga och familjen daggflugor. Inga underarter finns listade i Catalogue of Life.